# Hochalmspitze
L'Hochalmspitze (3.360 m s.l.m.) è una montagna degli Alti Tauri nelle Alpi dei Tauri occidentali. È la montagna più alta del Gruppo dell'Ankogel. Si trova in Austria (Carinzia). La vetta è stata salita per la prima volta il 15 agosto 1859 da parte di Paul Grohmann.